# Kalathás
Kalathás (grec moderne : Καλαθάς) est une localité située dans le dème de La Canée, dans le district régional de La Canée, dans la périphérie de la Crète, en Grèce.
Selon le recensement de 2011, elle compte 634 habitants.